# Pumi (rasa psa)
Pumi – rasa psa, należąca do grupy psów pasterskich i zaganiających, zaklasyfikowana do sekcji psów pasterskich (owczarskich). Nie podlega próbom pracy.

## Rys historyczny
Rasa powstała w XVII lub XVIII wieku, kiedy to do Węgier przywożono owczarskie „teriery” z Niemiec i Francji. Psy te krzyżowały się z puli, czego skutkiem były owczarki w typie teriera. Z początku trzymano je tylko do pracy, a w hodowli wykorzystywano inne węgierskie rasy jak mudi lub puli.
W 1996 roku pumi otrzymały własny standard FCI.

## Wygląd

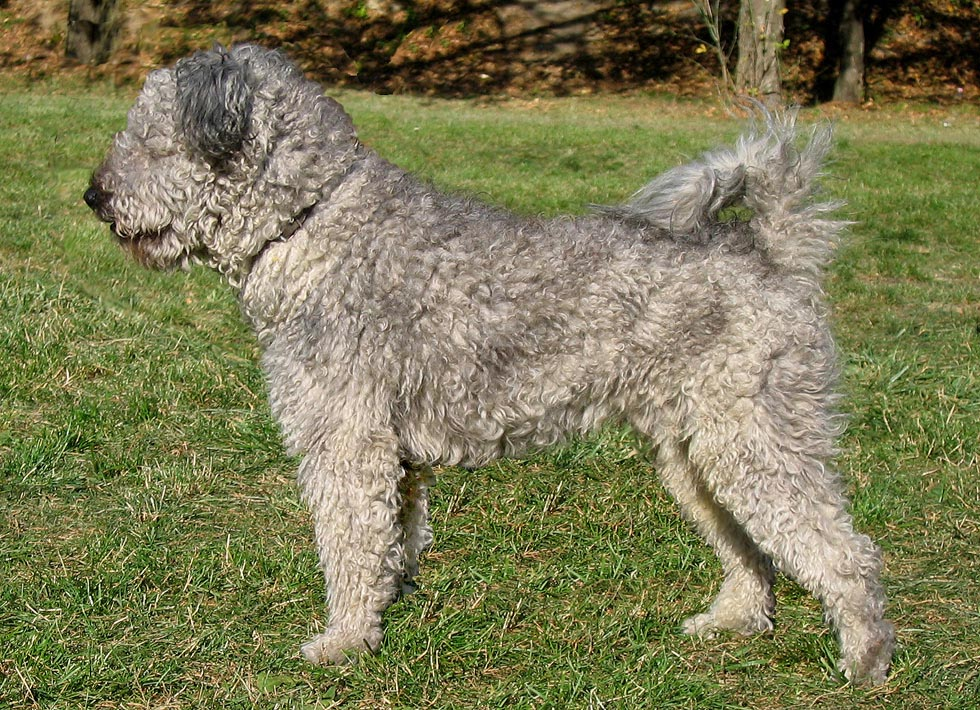
Pumi o szarym umaszczeniu

### Szata i umaszczenie
Na ringu akceptowany jest każdy odcień szarości. Szczeniaki rodzą się czarne, a ich sierść jaśnieje dopiero w 6-8 tygodniu życia. Dopuszczalne są też kolory takie jak czarny, biały i maszkos fakó, czyli żółto-brązowy z ciemną maską (znany też jako śniady z maską).
Szata jest kręcona, gruba, średniej długości, z miękkim podszerstkiem.

## Użytkowość
Pumi były używane nie tylko do pasienia owiec, ale również bydła i świń. Poza tym, tępiły małe gryzonie. Teraz są trzymane głównie jako psy do towarzystwa, lecz nadają się także do różnych form konkursów tj. agility czy obedience.

## Zachowanie i temperament
Psy tej rasy potrzebują wczesnej socjalizacji, są psami aktywnymi, łatwymi w prowadzeniu. Należy zapewnić im dużo intensywnych ćwiczeń. Bez odpowiedniej stymulacji fizycznej i umysłowej mają tendencje do niepokoju, szczekliwości oraz niszczycielstwa. Nie mają problemów z małymi dziećmi, aczkolwiek mogą próbować je zaganiać. Z racji swojej stróżującej natury wykazują naturalną nieufność wobec obcych oraz innych zwierząt.